# 바이쿤타

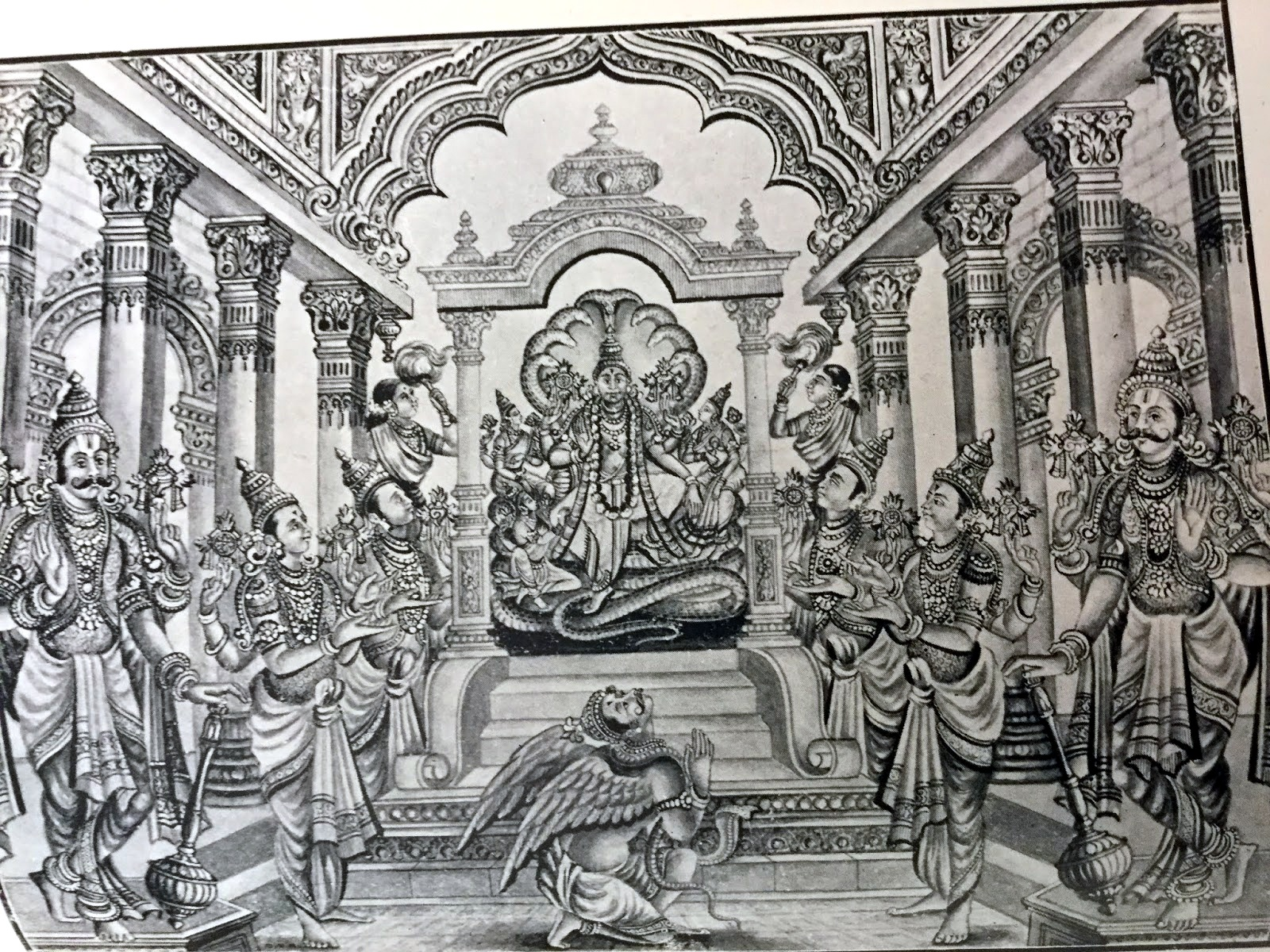
비슈누가 주재하는 바이쿤타의 삽화

바이쿤타(산스크리트어: वैकुण्ठ), 비슈누로카(산스크리트어: विष्णुलोकः), 티루나투(타밀어: திருநாடு)는 힌두교의 비슈누파 전통에 나오는 최고신 비슈누와 그의 배우자인 락슈미의 로카이다. :17
라마누자에 따르면 바이쿤타는 파라마 파담 또는 니트야 비부티, "영원한 천성 영역"이며 "신의 거처인 신성한 불멸의 세계"이다. 비슈누파 문학에서 바이쿤타는 14개의 로카(세계) 위에 있는 가장 높은 영역으로 묘사되며, 비슈누의 신봉자들이 해탈을 달성하면 가는 곳이다. :115 쌍둥이 신인 자야-비자야가 문지기로서 바이쿤타를 지키고 있다. 바이쿤타에 주둔하는 비슈누의 군대는 비슈바크세나가 이끌고 있다. 바이쿤타의 행성은 황금 궁전과 향기로운 과일과 꽃이 자라는 공중 정원으로 가득 차 있다고 묘사된다.
바이쿤타의 행성은 브라흐마로카에서 26,200,000 요자나(209,600,000마일) 위에서 시작된다. 현존하는 대부분의 푸라나 및 비슈누파 전통에서 바이쿤타는 염소자리 별자리와 일치하는 마카라 라쉬 방향에 있다. 우주론의 한 버전은 비슈누의 눈이 그가 우주를 관찰하는 곳인 천구의 극에 있다고 말한다.

## 문학

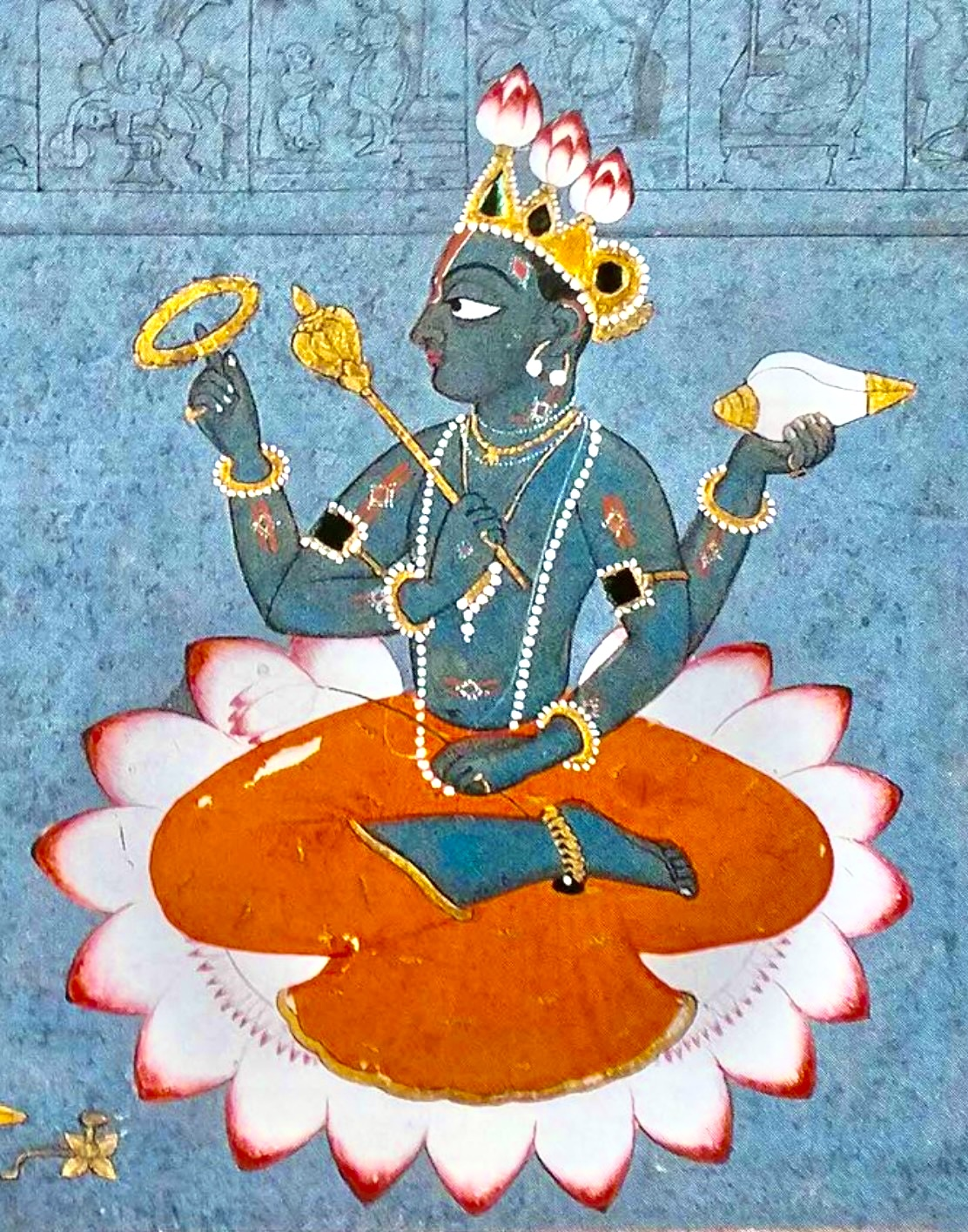
바이쿤타의 통치자 비슈누

### 베다
베다에서 바이쿤타를 언급하지 않지만, 리그베다의 구절은 비슈누의 발을 잠재적인 거처로 언급한다.
신들은 항상 비슈누의 최고의 발을 바라본다.— 리그베다 (1.22.20)

### 바가바타 푸라나
바이쿤타와 그 특성은 비슈누파의 존경받는 텍스트인 바가바타 푸라나에 설명되어 있으며 CE 8세기에서 10세기 사이, 아마도 CE 6세기 초에 구성되었을 것이다.
에드윈 브란트는 2003년 그의 저서에서 바가바타 푸라나의 텍스트에서 바이쿤타를 설명하는 구절에 대해 언급한다.
바가바타에서 본문은 비슈누가 거주하는 가장 높은 영역(XI.24.14)으로서 모든 세계에 사랑스러운 바이쿤타를 말한다. 이것 역시 가장 높은 지역(IV.12.26); 어둠과 윤회의 세계 너머(IV.24.29; X.88.25); 살아 있는 동안에도 세 구나를 초월한 사람들의 목적지(XI.25.22); 그리고 그 너머에는 더 높은 곳이 없다(II.2.18, II.9.9). 그곳에 도착한 평화로운 고행자들은 결코 돌아오지 않는다 (IV.9.29; X.88.25-6). 바이쿤타의 거주자들은 물질적인 신체를 가지고 있지 않지만 순수한 형태를 가지고 있다(VII.1.34). 이러한 형태는 나라야나로도 알려진 비슈누(III.15.14ff.)의 형태와 비슷하다. 비슈누/나라야나는 바이쿤타에 있는 수정벽이 있는 궁전에서 행운의 여신인 락슈미와 함께 살고 있다. 그곳의 공원들은 마지막 해탈 그 자체처럼 빛나고 일년 내내 꽃을 피우는 소원을 이루는 나무들을 포함한다. 향기로운 바람이 불고, 물 근처에서 꿀이 뚝뚝 떨어지는 덩굴이 있다. 벌들의 웅성거림에 이국적인 새들의 울음소리가 어울리고, 곳곳에 웅장한 꽃들이 피어난다. 비슈누의 신자들은 그들의 아름다운 아내들과 함께 보석, 에메랄드, 금으로 만들어진 비행기를 타고 여행하지만, 이 왕국의 아름다운 미소 짓는 주민들은 모두 크리슈나에 열중하고 있기 때문에 이성의 마음을 산만하게 할 수 없다.

비베크 데보로이의 칸토 2의 일부 구절 번역 :

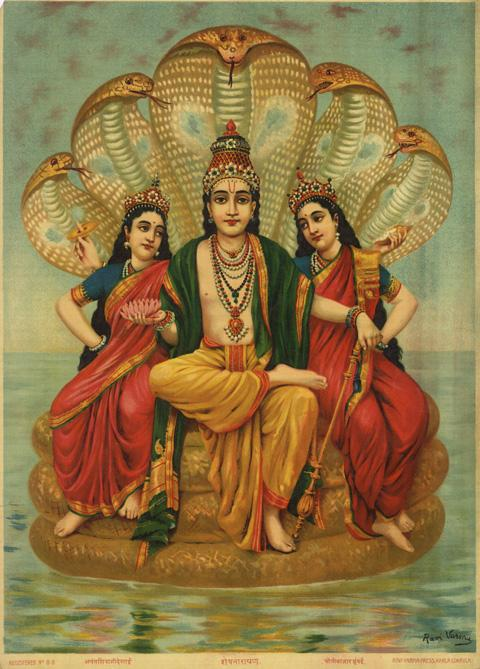
스리데비 및 부데비와 나라야나, 라자 라비 바르마의 그림.

이 예배를 통해 저명한 사람이 기뻐했다. 그는 그에게 그만의 최고의 세계를 보여주었고 이것보다 더 우월한 것은 없다. 거기에는 온갖 고난이 존재하지 않으며, 혼란과 두려움도 없다. 자신의 모습을 깨달은 사람들이 칭찬하는 곳이다.(BP 2.9.9)

그곳에는 라자스나 타마스가 없고 이것들은 사트바와 섞이지 않는다. 시간은 거기에 힘이 없다. 그곳에는 다른 것은 말할 것도 없고 마야도 없다. 그곳에서, 하리를 따르는 사람들은 신들과 아수라들에 의해 숭배된다.(BP 2.9.10)

그들의 빛은 짙은 파란색이다. 그들의 눈은 100개의 꽃잎을 가진 연꽃과 같다. 그들의 옷은 노란색이다. 그들은 매우 잘생겼고 그들의 몸은 매우 잘 형성되어 있다. 그들 모두는 빛나는 보석으로 장식된 네 개의 팔을 가지고 있다. 훌륭한 황금 장식품들은 매우 빛난다.(BP 2.9.11)

그들은 산호, 라피스 라줄리, 연꽃처럼 빛난다. 귀걸이는 꽃이 피는 것 같고 다이아몬드와 화환을 착용한다.(BP 2.9.12)

그 빛나는 세상의 모든 면에는, 위대한 영혼을 가진 비마나들의 빛나는 배열들이 있다. 우수한 여성들의 안색은 번개와 같다. 그 장소는 번개로 빛나는 구름들로 뒤덮인 하늘처럼 보인다.(BP 2.9.13)

구체화된 형태로, 슈리는 주의 발을 돌본다. 그녀는 다양한 종류의 화려함으로 그를 기린다. 그녀는 사랑하는 사람의 행동에 대해 노래한다. 차례로, 봄을 따르는 벌들은 슈리에 대한 칭찬의 말을 노래한다.(BP 2.9.14)

그는 그곳에서 모든 사트바타의 주, 슈리의 주, 희생의 주, 우주의 주를 보았다. 수난다, 난다, 프라발라, 아르하나 등이 그의 수행원들 중에서 으뜸이었고 그들은 주님을 섬겼다.(BP 2.9.15)

그는 그의 하인들을 힐끗 봄으로써 호의를 보였고 그 눈빛은 취하게 했다. 그의 얼굴은 즐거운 미소로 빛났고 그의 눈은 빨갛게 달아올랐다. 그는 왕관과 귀걸이를 착용하고 4개의 팔을 가지고 있었다. 그의 옷은 노란색이었고 그의 가슴에 있는 슈리바트사의 흔적을 알아볼 수 있었다.(BP 2.9.16)

그는 최고의 왕좌에서 숭배되었고 4, 16, 5개의 힘에 둘러싸여 있었다. 그의 개인적인 힘은 그와 함께 있고 사소한 힘과 일시적인 힘도 마찬가지이다. 주는 자신의 거주지에서 기쁨을 찾았다.(BP 2.9.17)

### 나라야나 우파니샤드
나라야나 우파니샤드는 거처를 언급한다.
प्रत्यग आनन्द ब्रह्म पुरुषं प्रणव स्वरुपं
आ कर उ करो मा कर इति
ता अनेकधा सम एतद ॐ इति
यम् उक्त्वा मुच्यते योगी
जन्म संसार बन्धनात्
ॐ नमो नारायणयति मन्त्रोपसकः
वैकुण्ठ भुवनम् गमिस्यति
तद् इदं पुण्डरीकं विज्ञानं घनम
तस्मद् तारिदाभमात्रं
ब्रह्मण्यो देवकीपुत्रो ब्राह्मण्यो मधुसूदनः ब्राह्मण्यः
पुण्डरीकसो ब्राह्मण्यो विष्णुर अच्युत इति
सर्व भूता स्थां एकं नारायणम्
करणं रूपं अकरणं परं ब्रह्म ॐ

음절 "옴"은 바로 행복으로 가득 찬 최고의 주이다. "a", "u", "m"의 세 가지 소리로 구성된 프라나바는 "om"이 된다. 프라나바를 여러 번 내뱉는 요기는 반복적인 물질 탄생의 속박에서 자유로워진다. 이 만트라 옴 나모 나라야나야로 주님을 경배하는 사람은 분명 바이쿤타의 초월적인 영역으로 갈 것이다. 바이쿤타는 의식으로 가득 찬 연꽃이다. 초월적인 주님은 데바키의 아들로, 마두수다나로, 푼다리카크사로, 비슈누와 아츄타로 알려져 있다. 나라야나는 모든 생명체에 위치해 있다. 그는 모든 원인의 원인, 파라브라흐만이다.— 나라야나 우파니샤드

### 브리하드 바가바탐리타
브리하드 바가바탐리타는 바이쿤타에서 비슈누의 활동에 대한 그림을 그린다.
kadāpi tatropavaneṣu līlayā tathā lasantaṃ niciteṣu go-gaṇaiḥ |
paśyāmy amuṃ karhy api pūrvavat sthitaṃ nijāsane sva-prabhuvac ca sarvathā || 112 ||

주께선 때때로 바이쿤타의 정원에 가곤 했다. 그 곳에서 그는 브라자의 정원과 유사한 오락을 시행했고, 나는 그 정원이 소로 가득 찬 것을 보았다. 다른 때는 예전처럼 위엄 있게 왕좌에 앉아 있는 그를 볼 수 있었다. 그때 그는 모든 면에서 나의 주인 고팔라와 똑같이 보일 것이다.— 브리하드 바가바탐리타, Verse 2.4.112

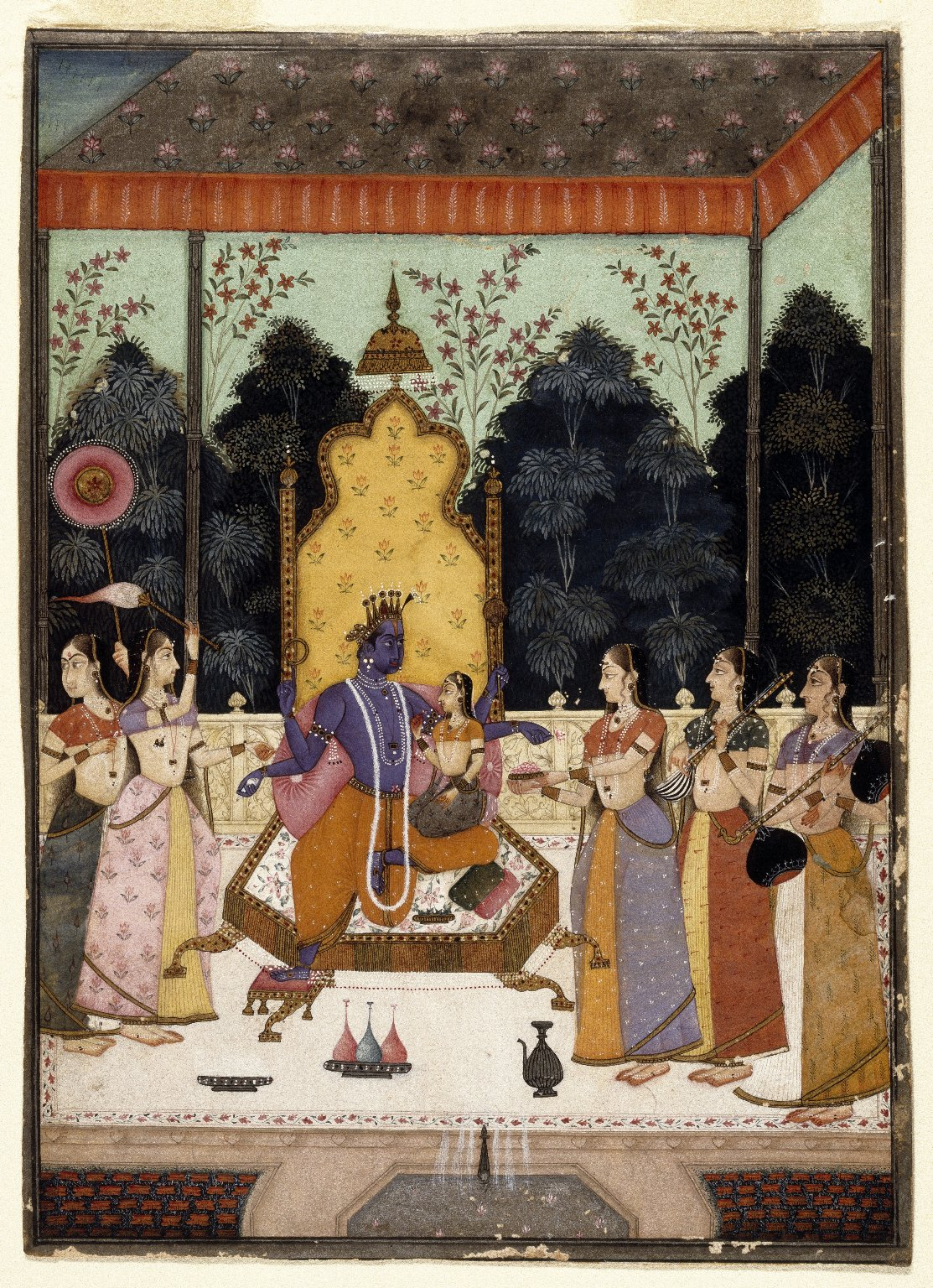
비슈누와 락슈미의 그림(바이쿤타 다샤르나) - 브루클린 박물관

### 티루바이몰리
남발바르의 작품에서 바이쿤타는 타밀 문학 전통의 티루나투(성지)로 언급된다. 스리 비슈누파 전통에서 이 거처는 지구와 그 너머에 있는 비슈누의 신성한 영역인 디브야 데삼의 108번째이자 마지막으로 나열된다. 티루바이몰리의 구절은 다음과 같이 이 거처를 설명한다:
생각하지 않는 구름조차도, 하늘을 장식하고 가득 채움으로써, 하늘을 향해 나아가는 스리바이스나바에게 박수를 보냅니다. . . (10.9.1)
[하늘의 거주자들]이 그들의 희생의 열매를 주었듯이, 다른 사람들은 경건하게 향기와 등불을 바쳤고, 어떤 사람들은 나팔과 콩코드를 불었습니다... (10.9.6)

오랫동안 부재중인 아들을 보고 기뻐하는 어머니처럼, [주님의 배우자들]은 [새로 온] 신의 수행자들과 함께 오는 것을 보고 사랑으로 가득 차 있습니다. ...[그리고] 그들의 가장 큰 보물인 스리 사타코파, 향기로운 가루, 큰 램프, 그리고 그들을 기리는 다른 상서로운 물건들을 가지고 옵니다. (10.9.10)— 티루바이몰리

## 같이 보기
- 브라흐마로카
- 골로카

### 서지
- Dallapiccola, Anna. Dictionary of Hindu Lore and Legend. ISBN 0-500-51088-1ISBN 0-500-51088-1.
- Gail, Adalbert J. 1983. "On the Symbolism of Three- and Four-Faced Vishnu Images: A Reconsideration of Evidence." Artibus Asiae 44(4):297–307. pp. 298–99.